# Stelling van Schneider-Lang
In de wiskunde is de stelling van Schneider-Lang een verfijning door Serge Lang van een stelling van Theodor Schneider uit 1949 over de transcendentie van waarden van meromorfe functies. De stelling impliceert zowel de stelling van Hermite-Lindemann als de stelling van Gelfond-Schneider, en impliceert de transcendentie van een aantal waarden van elliptische functies en elliptisch modulaire functies.